# Fiebre hemorrágica de Marburgo
La fiebre hemorrágica de Marburgo es el nombre de la enfermedad humana causada por alguno de los dos tipos de marburgvirus, virus de Marburgo y virus de Ravn. Los síntomas de la fiebre hemorrágica de Marburgo son indistinguibles de los del Ébola.

## Etiología
La FHM es causada por dos virus clasificados en el género Marbugvirus, familia Filoviridae, orden Mononegavirales: virus de Marburgo y virus de Ravn.

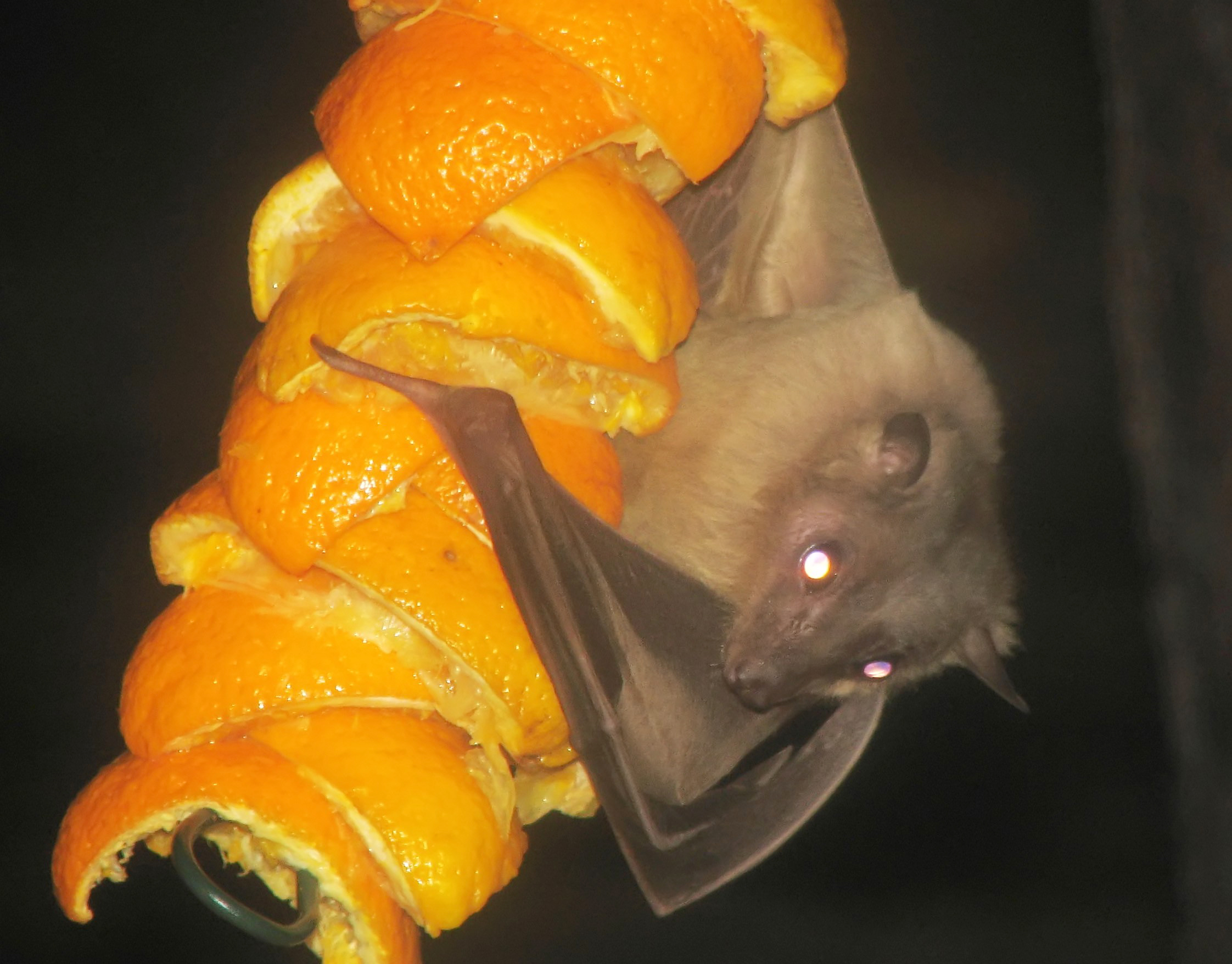
Rousettus aegyptiacus

Los Marburgvirus son endémicos de bosques áridos y del África ecuatorial. La mayoría de las infecciones por Marburgvirus fueron asociadas a gente que había visitado cuevas naturales o trabajado en minas. En 2009, se aislaron con éxito los virus de Marburgo y Ravn a partir de murciélagos egipcios de la fruta (Rousettus aegyptiacus) encontrados en cuevas. Este aislamiento sugiere que los murciélagos de la fruta del Viejo Mundo están involucrados en la conservación natural de los marburgvirus y que visitar cuevas infestadas de murciélagos es un factor de riesgo para infectarse. Se necesitan más estudios para establecer si los murciélagos egipcios son efectivamente los huéspedes de dichos virus o si se contagian por el contacto con otro animal y por lo tanto sólo son intermediarios. Otro factor de riesgo es el contacto con otros primates no humanos, aunque solo un brote del virus de Marburgo (en 1967) fue resultado del contacto con monos infectados. Finalmente, un importante factor de riesgo para infectarse de marburgvirus es la exposición laboral, es decir tratar pacientes infectados sin el equipamiento de protección adecuado.[cita requerida]
Al contrario de la fiebre hemorrágica del Ébola, que ha sido asociada a fuertes lluvias tras largos períodos de sequedad, todavía no se han descrito factores de contagio en la población humana.

### Virología
Artículo principal: Marburgvirus

## Epidemiología
El virus toma su nombre de la ciudad alemana de Marburgo, donde fue aislado en 1967 tras una epidemia de fiebre hemorrágica que cundió en el personal de laboratorio encargado de cultivos celulares que había trabajado con riñones de simios verdes ugandeses (Cercopithecus aethiops) importados hacía poco, que luego resultaron estar infectados. En total enfermaron 37 personas. 25 casos ocurrieron entre el personal del laboratorio, por contacto directo con los monos. Siete de estos murieron. Los otros casos comprendieron dos médicos (infectados al pincharse accidentalmente con las jeringuillas que utilizaron para extraer sangre a miembros enfermos del personal del laboratorio), una enfermera, un ayudante de autopsias y la esposa de un médico veterinario. En todos estos casos el contagio se produjo por contacto directo con una persona infectada.Se cree que la fiebre de Marburgo puede ser una zoonosis, pero por el momento todavía no ha sido identificado el depósito del virus, a pesar de que se han tomado en consideración muchas especies animales. Se cree que el virus de Marburgo puede ser endémico en muchas áreas del África Central. Se discute todavía la cuestión de si los filovirus pueden ser responsables de infecciones subclínicas.Todos los grupos de edad son susceptibles de una infección, pero se cree que los más predispuestos son los adultos. Cabe notar, de todos modos, que antes se creía que los niños estaban poco expuestos (8% en la República Democrática del Congo), pero en la epidemia en Angola también ellos resultaron afectados.[cita requerida]

### Brote de 1967
El virus de Marburgo se documentó por primera vez en 1967, cuando 31 personas enfermaron en las ciudades alemanas de Marburgo y Fráncfort del Meno y en Belgrado, Yugoslavia. En el brote estuvieron involucradas 25 infecciones primarias del virus de Marburgo y siete muertes, así como seis casos secundarios no letales. El brote fue adjudicado a cercopitecos (de la especie Chlorocebus aethiops) infectados importados desde una localización desconocida en Uganda y usados para desarrollar vacunas para la polio. La compañía Behringwerke, localizada en Marburgo y fundada por el primer ganador del Premio Nobel de Medicina Emil von Behring, fue la que recibió dichos monos. La compañía, que en aquel momento era propiedad de Hoechst, se creó originalmente para desarrollar sueros contra el tétanos y la difteria. Las primeras infecciones ocurrieron entre el personal del laboratorio de Behrinwerke mientras trabajaban con tejidos de cercopitecos o cultivos sin el equipamiento de protección adecuado. Los casos secundarios implicaron a dos médicos, una enfermera, un auxiliar, y la esposa de un veterinario. Todos los casos secundarios habían tenido contacto directo, por lo general involucrando sangre, con un caso primario. Ambos médicos se infectaron por medio de pinchazos accidentales mientras extraían sangre a pacientes. Se puede encontrar un informe científico de este brote en el libro The Coming Plague, de Laurie Garrett.

### Casos de 1975
En 1975, un turista australiano se infectó con el virus de Marburgo en Rodesia (actual Zimbabue). Falleció en un hospital en Johannesburgo, Sudáfrica. Su novia y una enfermera se infectaron posteriormente con la fiebre hemorrágica de Marburgo, pero sobrevivieron. En 1975, fue hospitalizado en Johannesburgo, Sudáfrica, un varón australiano de 20 años al regresar de un largo viaje a Zimbabue durante el cual había acampado al aire libre en diversas ocasiones. Todas las personas que entraron en contacto con él fueron puestas en aislamiento a fin de contener la infección. Sólo enfermaron otras 2 personas: una muchacha de 19 años que lo había acompañado en el viaje y una enfermera de 20 años que había atendido a ambos. Por desgracia, el hombre murió cuatro días después de ingresar. Las dos mujeres recibieron un tratamiento de apoyo intensivo y sobrevivieron.[cita requerida]

### Casos de 1980

Kenia

En 1980 ocurrió en Kenia otro caso por infección del virus de Marburgo. Un ciudadano francés, que trabajaba como ingeniero eléctrico en una compañía azucarera en Nzoia (cerca de Bungoma) al pie del monte Elgon (donde está la cueva Kitum), se infectó por razones desconocidas y murió poco después de ser admitido en el hospital de Nairobi. El médico contrajo también la fiebre hemorrágica, pero sobrevivió. Se puede encontrar un informe de estos casos en el libro de Richard Preston The Hot Zone, donde el ciudadano francés recibe el pseudónimo de “Charles Monet” mientras que el médico mantiene su nombre real, Shem Musoke.
El 8 de enero de 1980, enfermó en Kenia, Charles Monet, un francés de 56 años que, a pesar de los cuidados, falleció siete días más tarde. Monet presentó fiebre repentina, seguida de cefalea, diarrea y vómitos. Se cree que Monet se contagió al visitar la cueva Kitum, en el Monte Elgon, frecuentada por numerosas especies de animales que podrían ser reservorios del virus. El médico que había tratado de reanimar a Monet enfermó 9 días después, logrando sobrevivir.[cita requerida]

### Caso de 1987
En 1987, hubo un caso letal cuando un niño danés de 15 años se infectó por el virus Ravn durante sus vacaciones en Kisumu, Kenia. Había visitado la cueva Kitum en el monte Elgon antes de viajar a Mombasa, donde desarrolló signos clínicos de infección. El niño murió tras ser transferido al hospital de Nairobi. Se puede encontrar un informe de este caso en el libro The Hot Zone de Richar Preston, donde el niño recibe el pseudónimo de “Peter Cardinal”.
El 13 de agosto de 1987, fue hospitalizado, asimismo en Kenia, un muchacho danés de 15 años con un cuadro de cefalea, malestar general, fiebre y vómitos, de tres días de duración. A pesar de la intensa terapia de apoyo, murió al undécimo día de enfermedad. También había visitado la cueva de Kitum.[cita requerida]

### Infección de laboratorio en 1988
En 1988, el investigador Nikolai Ustinov se infectó letalmente a sí mismo con el virus de Marburgo cuando accidentalmente se pinchó a sí mismo con una jeringuilla que se había usado para inocular cobayas. El accidente ocurrió en la Asociación de Producción Científica “Vektor” (hoy Centro Estatal de Investigación de Virología y Biotecnología “Vektor”) en Koltsovo, URSS (hoy Rusia). Hay muy poca información disponible públicamente sobre este brote debido a que los experimentos de Ustinov estaban clasificados. Se puede encontrar un informe de este caso en el libro Biohazard de Ken Alibek.

### Infección de laboratorio de 1990
Ocurrió otro accidente en la Asociación de Producción Científica “Vektor” (hoy Centro Estatal de Investigación de Virología y Biotecnología “Vektor”) en Koltsovo, URSS, cuando un científico contrajo el virus de Marburgo por razones desconocidas.

### Brote de 1998-2000
Desde 1998 al año 2000 hubo un gran brote entre mineros ilegales en la mina de Goroumbwa en Durba y Watsa, República Democrática del Congo, cuando los virus de Marburgo y Ravn causaron 154 casos de fiebre hemorrágica de Marburgo y 128 muertes. El brote terminó con la inundación de la mina.
Entre 1998 y 2000 hubo una epidemia en la República Democrática del Congo, con 154 personas enfermas de las que murieron 128 (mortalidad del 83 %). La mayor parte de los casos ocurrió entre obreros de la mina de oro de Durba, en el noroeste del país, y luego en la aldea vecina de Watsa. La transmisión secundaria fue escasa, aunque se contagiaron algunos familiares que habían participado directamente en el cuidado de los pacientes. Análisis virológicos que se realizaron a continuación indicaron que se habían introducido cepas virales de diversos tipos, pero no se identificó la fuente.[cita requerida]

### Brote de 2004-2005
A principios del año 2005, la Organización Mundial de la Salud (OMS) comenzó a investigar un brote de fiebre hemorrágica viral en Angola, que se centraba en la provincia de Uíge pero también afectaba a muchas otras provincias. El gobierno de Angola tuvo que pedir ayuda internacional, advirtiendo que sólo había 1.200 doctores en todo el país, y algunas provincias sólo tenían dos. Los profesionales se quejaron de una falta de equipo de protección personal como guantes, trajes de protección y máscaras. Médicos sin Fronteras reportó que cuando su equipo llegó al hospital provincial en el epicentro del brote, se encontraron con que este estaba operando sin agua o electricidad. Rastrear a los posibles infectados por contacto se hizo complicado por el hecho de que las carreteras del país y otras infraestructuras habían sido devastadas tras tres décadas de guerra civil y que los campos seguían llenos de minas. El hospital Americo Boa Vida en la capital angoleña de Luanda preparó una sala de aislamiento para tratar a campesinos infectados. Desafortunadamente, debido a que la fiebre hemorrágica de Marburgo suele acabar en muerte, algunas personas comenzaron a sospechar de los hospitales y del equipo médico y a tratarles con hostilidad. Por ejemplo, una sala de aislamiento especialmente equipada situada en el hospital provincial de Uíge estuvo prácticamente vacío durante la mayor parte de la epidemia, incluso cuando la instalación estaba en el epicentro del brote. La OMS se vio obligada a implementar lo que se describió como “estrategía de reducción de daños”, que conllevaba distribuir desinfectantes a las familias afectadas que se negaban a los cuidados médicos. De las 252 personas que contrajeron la fiebre, 227 murieron.
Entre 2004-2005 se dio en Angola el que acabaría siendo el mayor brote de fiebre hemorrágica de Marburgo de la historia. Se originó en la provincia de Uíge en octubre de 2004. Tras identificarse el último caso confirmado en laboratorio, en julio de 2005, el Ministerio de Salud había notificado en total 374 casos, incluidas 329 defunciones (tasa de mortalidad del 88%) en todo el país. 369 casos (incluidas 317 muertes) se notificaron en la provincia de Uíge. Todos los casos localizados en otras provincias fueron relacionados directamente con este brote.[cita requerida]

### La epidemia en Angola
En 2004, estalló en Angola una nueva epidemia de fiebre hemorrágica de Marburgo. El brote se originó en la provincia de Uíge y los informes finales refirieron 374 casos con 329 decesos. En Italia, esta epidemia causó ruido por la muerte de la pediatra Maria Bonino, trabajadora del hospital de Uige, muerta a los 51 años de edad.El personal enviado por la Organización Mundial de la Salud fue retirado luego de los actos de violencia a los que había sido sometido por parte de los habitantes del lugar, frustrados por la poca eficacia de las curas y la preocupación por la enfermedad. La principal línea de actuación fue un programa de prevención en las poblaciones locales. En particular los esfuerzos se encaminaron a ofrecer un equipo de protección adecuado a los familiares de los enfermos y al personal sanitario local y a instruir a este último sobre la utilización de métodos que permitieran reducir el riesgo de infección en las prácticas quirúrgicas y de laboratorio cotidianas. Con este fin se movilizaron el gobernador de la provincia y los operadores sanitarios locales, que acudieron personalmente a visitar las comunidades afectadas por la epidemia. En la campaña de sensibilización ayudaron también los jefes religiosos.Los efectos de esta labor de sensibilización se hicieron evidentes cuando los habitantes empezaron a señalar a los muertos y los casos de enfermedad sospechosos. Esto favoreció que los grupos de salud pudieran volver a realizar su trabajo. El personal de la OMS colaboró, además, activamente con el equipo de Médicos Sin Fronteras, que aprestó, cerca de Uige, un centro de aislamiento donde internar a los casos sospechosos.[cita requerida]

### Casos de 2007

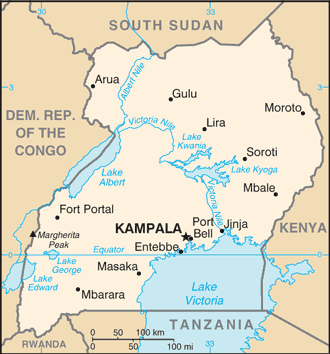
Uganda

En 2007, cuatro mineros se infectaron con marburgvirus en el distrito de Kamwenge, Uganda. El primer caso, un hombre de 29 años, se hizo sintomático el 4 de julio de 2007 y fue admitido en un hospital el 7 de julio, y murió el 13 de julio de ese mismo año. Se descubrió que el hombre había tenido contacto prolongado con dos compañeros de trabajo (un hombre de 22 años y un hombre de 23), los cuales habían experimentado signos de infección antes de que él enfermara. Ambos habían sido admitidos en hospitales en junio y sobrevivido la infección, las cuales habían sido causadas por el virus de Marburgo. Un cuarto hombre, de 25 años, desarrolló signos clínicos de fiebre hemorrágica de Marburgo en septiembre y se comprobó que estaba infectado con el virus de Ravn. También sobrevivió a la infección.
Entre junio y agosto de 2007 se confirmaron en Uganda tres casos entre mineros de Kamwenge, en el oeste del país. Dos de los mineros desarrollaron la enfermedad tras atender a su compañero, y uno de ellos falleció.[cita requerida]

### Casos de 2008
El 10 de julio de 2008, el Instituto Nacional Holandés para la Salud Pública y el Medio Ambiente informó que una danesa de 41 años, que había visitado una cueva en el bosque de Maramagambo durante sus vacaciones en Uganda, sufría de fiebre hemorrágica de Marburgo debido a una infección por el virus de Marburgo, y fue admitida en un hospital holandés. La mujer murió durante el tratamiento en el Centro Médico Universitario de Leiden el 11 de julio. El Ministro de Salud de Uganda cerró la cueva tras este caso. El 9 de enero de ese mismo año un médico especialista en enfermedades infecciosas notificó al Departamento de Salud Pública de Colorado que una mujer de 44 años que había regresado de Uganda había sido hospitalizada por una fiebre de origen desconocido. En aquel entonces, la prueba serológica para la fiebre hemorrágica viral dio negativo. Fue dada de alta el 19 de enero de 2008. Tras el fallecimiento de la paciente danesa y haber descubierto que la mujer americana había visitado la misma cueva, se llevaron a cabo más exámenes y se confirmó que la mujer tenía anticuerpos y ARN del virus de Marburgo.
En julio de 2008, una turista holandesa desarrolló la enfermedad cuatro días después de volver a los Países Bajos tras tres semanas de vacaciones en Uganda. No se pudo confirmar la fuente de exposición, pero se sabe que la mujer había visitado varias cuevas habitadas por murciélagos.[cita requerida]

### Casos de 2012-2014
En el país de Uganda se registró 9/18 (50%), y otra vez en el 2014 1/1 (100%)
El 28 de septiembre de 2014 falleció en Kampala, Uganda, un médico radiólogo de 30 años, tras resultar infectado por el virus de Marburgo, mientras que el 19 de octubre de 2017 se confirmaría la muerte, 8 días antes,  de una mujer de unos 50 años en un hospital de la zona este del mismo país causada por el mismo virus.

### Formas de transmisión
La transmisión interhumana es la principal forma de contagio de la gente. Esto ocurre al entrar en contacto cercano con el enfermo. En particular, el contagio se da a través de los líquidos del cuerpo: sangre, saliva, vómito, heces, orina y secreciones respiratorias. La transmisión por vía sexual es posible durante varias semanas después de la enfermedad. El pico de máxima infectividad ocurre durante las manifestaciones más graves de la enfermedad, junto con las manifestaciones hemorrágicas. El virus también puede inocularse a través de instrumentos contaminados (fómites).[cita requerida]

## Anatomía patológica
Es común la presencia de necrosis focales de hígado, ganglios linfáticos, testículos, ovarios, pulmones, riñones y otros órganos linfoides.En el hígado se localizan cuerpos eosinófilos (similares a los cuerpos de Councilman) y en el pulmón se notan indicios de neumonitis intersticial y de endoarteritis de las arterias pequeñas.La necrosis focal de los órganos linfoides es bastante característica, mientras que la necrosis tubular renal ocurre sobre todo en las últimas fases de enfermedad.En el sistema nervioso hay infartos hemorrágicos múltiples y proliferación de las células de la glía. En los vasos sanguíneos se han encontrado depósitos de fibrina; sin embargo, no está claro si puede haber una coagulación intravasal diseminada, pues no siempre hay signos de laboratorio en ese sentido. Se han localizado antígenos antivirales en varios órganos, sobre todo en el hígado, en los riñones, en el bazo y en las hipófisis. En los supervivientes, además, el virus ha sido aislado en la cámara anterior del ojo (hasta 4-5 semanas después de la enfermedad) y en el líquido seminal (hasta la duodécima semana).[cita requerida]

## Patogenia
Por el momento no están claros los fenómenos fisiopatológicos. La controversia en torno a la presencia de un estado de coagulación intravasal sugiere que pueden estar activos también mediadores específicos. Por el momento no han sido identificados y no dejan de ser meras hipótesis: la participación de los macrófagos mediante la producción de proteasas, H2O2 y citocinas varias (tipo TNF-α). En efecto, el uso de un sobrenadante, obtenido de cultivos in vitro de monocitos/macrófagos incubados con filovirus, sobre células endoteliales ha determinado un aumento de su permeabilidad. El sobrenadante en cuestión ha resultado rico en TNF-α. Se supone, pues, que los fenómenos hemorrágicos se deban al daño de las células endoteliales causado, ya sea por la replicación directa del virus, o por la coparticipación de mediadores producidos por células activadas.Se han observado también anormalidades plaquetarias y de los granulocitos. Pueden aparecer también linfocitos atípicos y neutrófilos con la anormalidad de Pelger-Huet.[cita requerida]

## Cuadro clínico
El periodo de incubación de la enfermedad es de alrededor de 3 a 9 días, pasados los cuales aparece una cefalea frontal y temporal acompañada de malestar general y mialgias. Es característica la fiebre alta (39-40 °C) que aparece ya desde el primer día de enfermedad, a la que sigue una fuerte y rápida debilitación. Cerca de la mitad de los enfermos pueden acusar conjuntivitis.Hacia el tercer día aparece diarrea acuosa con dolor abdominal y calambres, náusea y vómito. La diarrea puede ser también grave y durar hasta una semana. En este periodo los enfermos presentan un rostro inexpresivo con ojos hundidos. así como letargo y alteraciones mentales.En la primera semana puede haber linfoadenopatía cervical y aparecer enantema de las amígdalas y del paladar. Signo característico es la aparición de un exantema máculo-papuloso no pruriginoso, en general desde el quinto día, en rostro y cuello y que sucesivamente se extiende a los miembros.Las manifestaciones hemorrágicas se producen a partir del quinto día de enfermedad. La muerte suele acaecer por colapso cardiocirculatorio a causa de sangrados múltiples. Se puede encontrar sangre en el vómito y tener sangrados de nariz, de encías o de vagina. Un problema grave puede ser el sangrado abundante causado por la punción de agujas.Pasada la primera semana, la fiebre empieza a bajar para luego reaparecer a los 12 o 14 días de enfermedad. En la segunda semana pueden aparecer también hepatosplenomegalia, edema facial o escrotal.Generalmente el fallecimiento ocurre sobre todo entre el octavo o noveno día y el día 16 a causa de las hemorragias continuas. Son posibles complicaciones de la enfermedad la orquitis (hasta la atrofia testicular), la miocarditis y la pancreatitis.En caso de que la persona sobreviva la convalecencia, sigue durante 3 a 4 semanas con pérdida del cabello, anorexia y disturbios psicóticos. A veces pueden darse mielitis transversa y uveítis.[cita requerida]

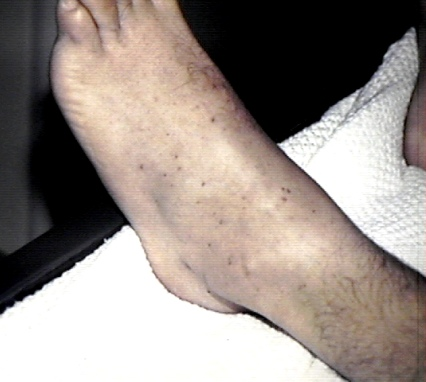
Petequias

El estudio más detallado sobre la frecuencia, comienzo y duración de los signos clínicos y síntomas se llevó a cabo durante el brote ocurrido desde finales del año 1998 al año 2000. Una erupción maculopapular, petequias, el síndrome purpúrico, equimosis y los hematomas son manifestaciones típicamente hemorrágicas. Sin embargo, contrario a la creencia popular, la hemorragia no lleva a la hipovolemia y no es causa de muerte (la pérdida total de sangre es mínima excepto durante el parto). En lugar de ello, la muerte ocurre debido al síndrome de disfunción multiorgánica  causada por la redistribución de los fluidos, hipotensión, coagulación intravascular diseminada y la necrosis focalizada de algunos tejidos.
Las fases clínicas de la fiebre hemorrágica de Marburgo se describen a continuación. Las fases pueden coincidir debido a la variabilidad de los casos.[cita requerida]
1. Incubación: 2-21 días, con una media de 5-9 días.
2. Fase de generalización: Día 1 a Día 5 a partir del inicio de los síntomas clínicos. La FHM se presenta con una fiebre alta (~40 °C) y un súbito y severo dolor de cabeza, acompañado de escalofríos, fatiga, náuseas, vómitos, diarrea, faringitis, erupciones maculopapulares, dolor abdominal, conjuntivitis y malestar
3. Fase Orgánica Temprana: Día 5 a Día 13. Los síntomas incluyen postración, disnea, edemas, conjuntivitis, exantema viral y síntomas del sistema nervioso central, incluyendo encefalitis, confusión, delirios, apatía y agresividad. Los síntomas hemorrágicos ocurren típicamente más tarde y anuncian el final de la fase orgánica temprana, conduciendo a la eventual recuperación o al empeoramiento y muerte. Los síntomas incluyen heces con sangre, equimosis, pérdida de sangre en áreas de venopunción, hemorragia digestiva por mucosas, y posiblemente hematemesis
4. Fase Orgánica Tardía: Día 13 a 21 o más. Los síntomas de bifurcan en dos para los supervivientes y los casos fatales. Los supervivientes entrarán en la fase de convalecencia, experimentando mialgia, fibromialgia, hepatitis, astenia, síntomas oculares y psicosis. Los casos fatales comenzarán a deteriorarse, experimentando fiebre continua, obnubilación, coma, convulsiones, coagulopatía diseminada, trastornos metabólicos, shock circulatorio y muerte. La muerte ocurre típicamente entre los Días 8 y 16.[45]

## Diagnóstico
El diagnóstico se basa esencialmente en el curso clínico y en los datos epidemiológicos. Un diagnóstico específico se basa en el aislamiento del virus o bien en la evidencia de la respuesta inmunitaria y en la presencia de material genómico viral. Para probar la presencia de anticuerpos (IgM y IgG) se recurre a un ensayo de inmunofluorescencia indirecta, al uso de la prueba Western blot o de la prueba ELISA. Para distinguir el genoma o los antígenos virales se utiliza la reacción en cadena de la polimerasa (PCR), la inmunofluorescencia, la histoquímica o la prueba ELISA.

Inflamación de células hepáticas/histopatología

La fiebre hemorrágica de Marburgo es clínicamente indistinguible de la fiebre hemorrágica del Ébola, y también puede confundirse fácilmente con muchas otras enfermedades prevalentes en el África Ecuatorial, como por ejemplo otras fiebres hemorrágicas virales, malaria, fiebre tifoidea, shigelosis, enfermedades causadas por las rickttesias como tifus, cólera, sepsis por bacterias gram-negativas, borreliosis como la fiebre reincidente o enfermedades diarréicas. Otras enfermedades infecciosas que deberían ser incluidas en el diagnóstico diferencial son leptospirosis, fiebre de los matorrales, la plaga, fiebre Q, candidiasis, histoplasmosis, tripanosomiasis, leishmaniasis estomacal, viruela hemorrágica, sarampión y hepatitis fulminante. Las enfermedades no infecciosas que se pueden confundir con la fiebre hemorrágica de Marburgo son la leucemia promielocítica aguda, el síndrome urémico hemolítico, envenenamiento por la mordedura de una serpiente, púrpura trombocitopénica trombónica, la enfermedad de Rendu-Osler-Weber, la enfermedad de Kawasaki, e incluso intoxicación por warfarina. El indicador más importante que puede hacer sospechar sobre la posible existencia del virus de Marburgo durante el examen clínico es el historial médico del paciente, en particular el historial sobre sus viajes y su trabajo (¿qué países y cuevas se visitaron?) y la exposición del paciente a la vida salvaje (¿exposición a los murciélagos o a sus excrementos?). Los filovirus pueden ser fácilmente visualizados e identificados en el cultivo celular con un microscopio electrónico debido a sus únicas formas filamentosas, pero el microscopio electrónico no puede diferenciar por sí solo los varios filovirus a pesar de la diferencia de sus longitudes. Los ensayos inmunofluorescentes se usan para confirmar la presencia del marburvirus en los cultivos celulares. Durante un brote, el aislamiento del virus y la microscopía electrónica suelen no ser opciones factibles. Los métodos más comunes de diagnóstico son, por lo tanto, RT-CPR en conjunto con ELISA, que puede realizarse en campo abierto o en hospitales móviles y laboratorios. Los ensayos indirectos de inmunofluorescencia ya no se usan para diagnosticar esta enfermedad.[cita requerida]

### Alteraciones de laboratorio
Se verifica muy pronto, aún desde el primer día, una leucopenia con linfocitos que llegan hasta los 1000/μl; hacia el cuarto día se agrega una neutropenia. Entre el sexto y duodécimo día aparece una trombocitopenia importante (hasta menos de 10000 plaquetas/μl). Se desarrollan también alteraciones consiguientes al sufrimiento de varios órganos: hipoproteinemia, aumento de las enzimas aminotransferasa, proteinuria e incremento de la azoemia. En los casos mortales se puede notar presencia de coagulación intravascular diseminada.[cita requerida]

## Tratamiento
No existe terapia específica. Aunque en la actualidad no existen vacunas o terapias contra los virus del Ébola o Marburgo aprobadas para uso humano, algunos investigadores han conseguido desarrollar vacunas contra ambos patógenos basadas en una forma recombinante del virus de la estomatitis vesicular que produce los virus del Ébola y Marburgo en la superficie de la proteína, y descubrieron que una sola inyección de cualquiera de ambas vacunas en macacos producía respuestas inmunes protectoras cuando el virus correspondiente se introdujo en estos animales.[cita requerida]
Al día de hoy no hay terapia efectiva para tratar la fiebre hemorrágica de Marburgo. El tratamiento es principalmente de apoyo e incluye recudir procedimientos invasivos, equilibrar fluidos y electrolitos para contrarrestar la deshidratación, administrar anticoagulantes a principios de la infección para prevenir o controlar la coagulación intravascular diseminada, administrar procoagulantes más tarde durante la infección para controlar la hemorragia, mantener los niveles de oxígeno, controlar el dolor y administrar antibióticos o antifúngicos para tratar infecciones secundarias.
Hay que recurrir a una terapia de apoyo para controlar el volumen hemático, el balance electrolítico y monitorizar atentamente la presencia de infecciones secundarias. Sólo en caso de que se note un estado de coagulación intravasal diseminada, se puede recurrir a la heparina. Se han propuesto terapias a base de suero obtenido de sujetos curados o con interferón, pero actualmente faltan pruebas de apoyo. La ribavirina no ha podido reducir, en experimentos in vitro, la replicación del virus de Marburgo.
Es importante el aislamiento del paciente y el uso de dispositivos de protección para el personal médico y enfermeril. Actualmente se realizan estudios para poder crear una vacuna específica.

## Pronóstico
El pronóstico generalmente es malo (el promedio de la tasa de letalidad de los brotes es de 59% a día de hoy). Si un paciente sobrevive, la recuperación puede ser rápida y completa, o prolongada con secuelas como orquitis, hepatitis, uveítis, parotiditis, descamación o alopecia. El virus de Marburgo es capaz de persistir en algunos supervivientes y, por lo tanto, puede reactivarse o transmitirse a través del esperma, causando casos secundarios de infección y enfermedad.
De las 252 personas que contrajeron Marburgo en Angola durante el brote en 2004-2005 de un serotipo particularmente virulento, 227 murieron, con una tasa de letalidad del 90%.
Aunque todos los grupos de edad son susceptibles a la infección, los niños raramente se infectan. En la epidemia del Congo de 1998-2000, solo el 8% de los casos eran niños de menos de 5 años.

## Prevención
A día de hoy no hay vacunas para prevenir la fiebre hemorrágica de Marburgo. Se han desarrollado y probado posibles vacunas en diferentes animales. De todas ellas, las más prometedoras son vacunas de ADN o basadas en replicones de la Encefalitis equina venezolana, el virus de la estomatitis vesicular o partículas como-virus pues estas pudieron proteger a primates nohumanos de la enfermedad. Las vacunas de ADN han entrado en fase de ensayo clínico. Los Marburgvirus son altamente infecciosos pero no muy contagiosos. Contrario a la creencia popular, los marburgvirus no se transmiten por aerosoles durante los brotes naturales. Debido a la ausencia de una vacuna aprobada, la prevención de esta enfermedad depende predominantemente en la modificación del comportamiento, equipamiento adecuado y esterilización/desinfección.[cita requerida]

### En zonas endémicas
Los huéspedes naturales de los virus de Marburgo aún no han sido identificados. Sin embargo, el aislamiento del virus de Marburgo y de Ravn a partir de murciélagos y la asociación de varios brotes con cuevas infestadas de murciélagos sugiere que los murciélagos están involucrados en la transmisión del virus de Marburgo a los humanos. Es muy recomendado evitar todo contacto con murciélagos y no visitar cuevas, pero puede ser imposible de evitar para aquellos que trabajen en minas o aquellos que dependen de los murciélagos como fuente de alimento.[cita requerida]

### Durante los brotes
Ya que los marburgvirus no se propagan por aerosoles, el método preventivo más sencillo durante los brotes es evitar contacto directo con pacientes, con sus excrementos y fluidos corporales o posiblemente materiales y utensilios contaminados. Los pacientes deben ser aislados. El personal médico debe estar entrenado y aplicar técnicas estrictas para evitar contagiarse (máscaras desechables, guantes, gafas). Los métodos tradicionales de enterramiento, especialmente aquellos que requieran embalsamar los cuerpos, deben evitarse.

### En el laboratorio
Los Marburgvirus son Patógenos de Riesgo de Grupo 4 según la Organización Mundial de la Salud, y por lo tanto requieren contención adecuada.  Los investigadores de laboratorio deben estar entrenados en bioseguridad y utilizar el equipo de protección personal.[cita requerida]
Cuidados post-mortem
Durante la necropsia, se deben extremar las precauciones para proteger la salud de los presentes y prevenir la transmisión de patógenos. El patólogo, sus ayudantes y cualquier otra persona en la sala deben usar equipo de protección completo,incluyendo batas, respiradores, guantes, gorros, botas o chanclos de goma. Es crucial evitar el lavado a chorro de cavidades corporales o el enjuague de tejidos, ya que esto podría generar aerosoles infecciosos. Los líquidos corporales deben recogerse en material absorbente y dejarse en las cavidades. Las muestras de tejido para examen histológico se sumergen inmediatamente en fijador (formol, solución de Zenker o glutaraldehído para microscopía electrónica), mientras que las muestras para estudios virológicos se introducen en frascos con tapón de rosca, se lavan con formol y se retiran de inmediato de la sala.
Una vez finalizada la necropsia, la sala se lava completamente con hipoclorito o solución de fenol y, si es posible, se evita su uso durante 3-4 días, manteniendo la máxima ventilación. Los cadáveres se envuelven en sábanas empapadas de solución desinfectante y luego en plástico antes de la inhumación. Las autoridades hospitalarias asumen la plena responsabilidad de las inhumaciones y se prohíbe estrictamente el contacto de familiares y amigos con los restos mortales. 